# والتر دونت
والتر دونت (فرانسوی: Walter D'Hondt‎؛ زادهٔ ۱۱ سپتامبر ۱۹۳۶) قایقران روئینگ اهل کانادا بود.
از افتخارات وی میتوان به کسب مدال طلا قایقرانی روئینگ ۴ نفره تک‌پارو در بازی‌های المپیک تابستانی ۱۹۵۶ اشاره کرد.